# Dioscore melanomma
Dioscore melanomma là một loài bướm đêm trong họ Geometridae.